# 1756.
◄ | 17. stoljeće | 18. stoljeće | 19. stoljeće | ►
◄ | 1720-ih | 1730-ih | 1740-ih | 1750-ih | 1760-ih | 1770-ih | 1780-ih | ►
◄◄ | ◄ | 1753. | 1754. | 1755. | 1756. | 1757. | 1758. | 1759. | ► | ►►
Arhitektura • Astronomija • Biologija • Glazba • Kazalište • Kemija • Kiparstvo • Knjige • Književnost • Kršćanstvo • Medicina • Politika • Pravo • Promet • Slikarstvo • Znanost

## Događaji
- Utemeljen grad Bjelovar

## Rođenja
- 27. siječnja – Wolfgang Amadeus Mozart, austrijski skladatelj († 1791.)
- 24. svibnja – Jive Žigmund Karner, hrvatski redovnik, pisac i prevoditelj u Gradišću († 1817.)

## Vanjske poveznice
|  | Zajednički poslužitelj ima još gradiva o temi 1756. |